# Tritocosmia paradoxa
Tritocosmia paradoxa är en skalbaggsart som beskrevs av Francis Polkinghorne Pascoe 1859. Tritocosmia paradoxa ingår i släktet Tritocosmia och familjen långhorningar. Inga underarter finns listade i Catalogue of Life.